# Паттерсон (Джорджія)
Паттерсон (англ. Patterson) — місто (англ. city) в США, в окрузі Пієрс штату Джорджія. Населення — 749 осіб (2020).

## Географія
Паттерсон розташований за координатами 31°23′6″ пн. ш. 82°8′8″ зх. д. / 31.38500° пн. ш. 82.13556° зх. д. (31.384904, -82.135430).  За даними Бюро перепису населення США в 2010 році місто мало площу 6,86 км², з яких 6,53 км² — суходіл та 0,33 км² — водойми.

### Клімат
| Клімат : Паттерсон    | Клімат : Паттерсон | Клімат : Паттерсон | Клімат : Паттерсон | Клімат : Паттерсон | Клімат : Паттерсон | Клімат : Паттерсон | Клімат : Паттерсон | Клімат : Паттерсон | Клімат : Паттерсон | Клімат : Паттерсон | Клімат : Паттерсон | Клімат : Паттерсон | Клімат : Паттерсон |
| Показник              | Січ.               | Лют.               | Бер.               | Квіт.              | Трав.              | Черв.              | Лип.               | Серп.              | Вер.               | Жовт.              | Лист.              | Груд.              | Рік                |
| Середній максимум, °C | 17,2               | 18,9               | 21,1               | 25,6               | 29,4               | 32,2               | 33,3               | 33,3               | 30,6               | 26,1               | 20,6               | 16,7               | 25,6               |
| Середній мінімум, °C  | 3,9                | 3,3                | 6,7                | 10,6               | 15,6               | 20,0               | 21,1               | 21,7               | 19,4               | 13,3               | 6,7                | 3,3                | 12,2               |
| Норма опадів, мм      | 107                | 97                 | 109                | 86                 | 94                 | 140                | 155                | 145                | 99                 | 79                 | 58                 | 71                 | 221                |
| --------------------- | ------------------ | ------------------ | ------------------ | ------------------ | ------------------ | ------------------ | ------------------ | ------------------ | ------------------ | ------------------ | ------------------ | ------------------ | ------------------ |
| Джерело: Weatherbase  |                    |                    |                    |                    |                    |                    |                    |                    |                    |                    |                    |                    |                    |

## Демографія
Згідно з переписом 2010 року, у місті мешкало 730 осіб у 284 домогосподарствах у складі 196 родин. Густота населення становила 106 осіб/км².  Було 335 помешкань (49/км²).
Расовий склад населення:
| - 75,5 % — білих - 20,7 % — чорних або афроамериканців - 1,0 % — азіатів - 0,3 % — корінних американців - 1,4 % — осіб інших рас |

До двох чи більше рас належало 1,2 %. Частка іспаномовних становила 4,1 % від усіх жителів.
За віковим діапазоном населення розподілялося таким чином: 26,8 % — особи молодші 18 років, 53,9 % — особи у віці 18—64 років, 19,3 % — особи у віці 65 років та старші. Медіана віку мешканця становила 40,4 року. На 100 осіб жіночої статі у місті припадало 92,1 чоловіків;  на 100 жінок у віці від 18 років та старших — 90,7 чоловіків також старших 18 років.
Середній дохід на одне домашнє господарство  становив 48 100 доларів США (медіана — 27 560), а середній дохід на одну сім'ю — 56 617 доларів (медіана — 28 667). Медіана доходів становила 55 625 доларів для чоловіків та 29 554 долари для жінок. За межею бідності перебувало 38,9 % осіб, у тому числі 48,2 % дітей у віці до 18 років та 25,0 % осіб у віці 65 років та старших.
Цивільне працевлаштоване населення становило 279 осіб. Основні галузі зайнятості: освіта, охорона здоров'я та соціальна допомога — 31,9 %, роздрібна торгівля — 17,2 %, науковці, спеціалісти, менеджери — 12,2 %, транспорт — 11,5 %.